# Joseph Abenheim
Joseph Abenheim,  född 1804 i Worms, död den 18 januari 1891 i Stuttgart, var en tysk musiker. 
Abenheim, som var musikdirektör vid hovteatern i Stuttgart, komponerade framför allt ouvertyrer och mellanaktsmusik. Få av hans verk blev publicerade, men de är bevarade i handskrift.